# Ninibeth Beatriz Leal Jiminez
Ninibeth Beatriz Leal Jiménez (ur. 26 listopada 1971 w Maracaibo, Wenezuela) – została wybrana na Miss World w 1991. Obecnie mieszka w Australii